# Marcos Ambrose
Marcos Ambrose automobilista australiano. Nasceu em Launceston, Tasmania, Austrália, em 1 de Setembro de 1976.

## Carreira Profissional

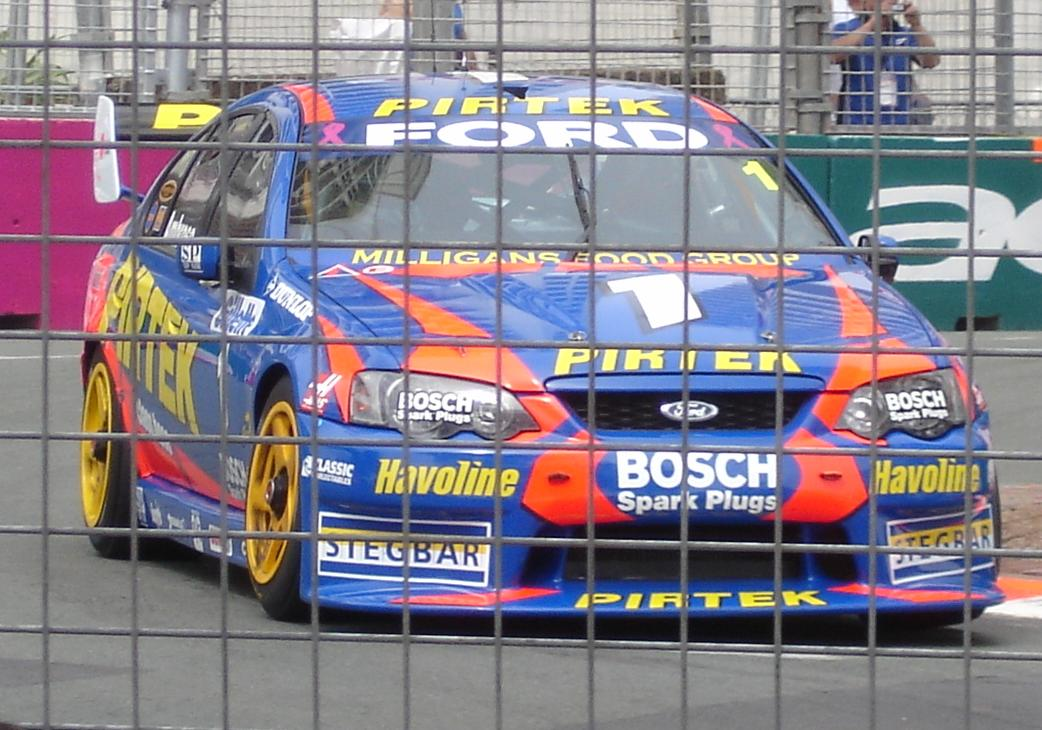
Carro de Ambrose na V8 Supercars em 2005.

Começou sua carreira voltado para as categorias de monopostos, com passagens pela Fórmula Ford australiana, britânica, europeia, sendo desta última campeão em 1999. Também correu pela Fórmula 3 britânica e francesa. No final de 2000 voltou a sua terra natal, tendo já no ano seguinte assinado com uma equipe da V8 Supercars,a Stone Brothers Racing que corre com o carro Ford Falcon. Sendo nesta categoria sagrado campeão nos anos de 2003 e 2004. 

### NASCAR

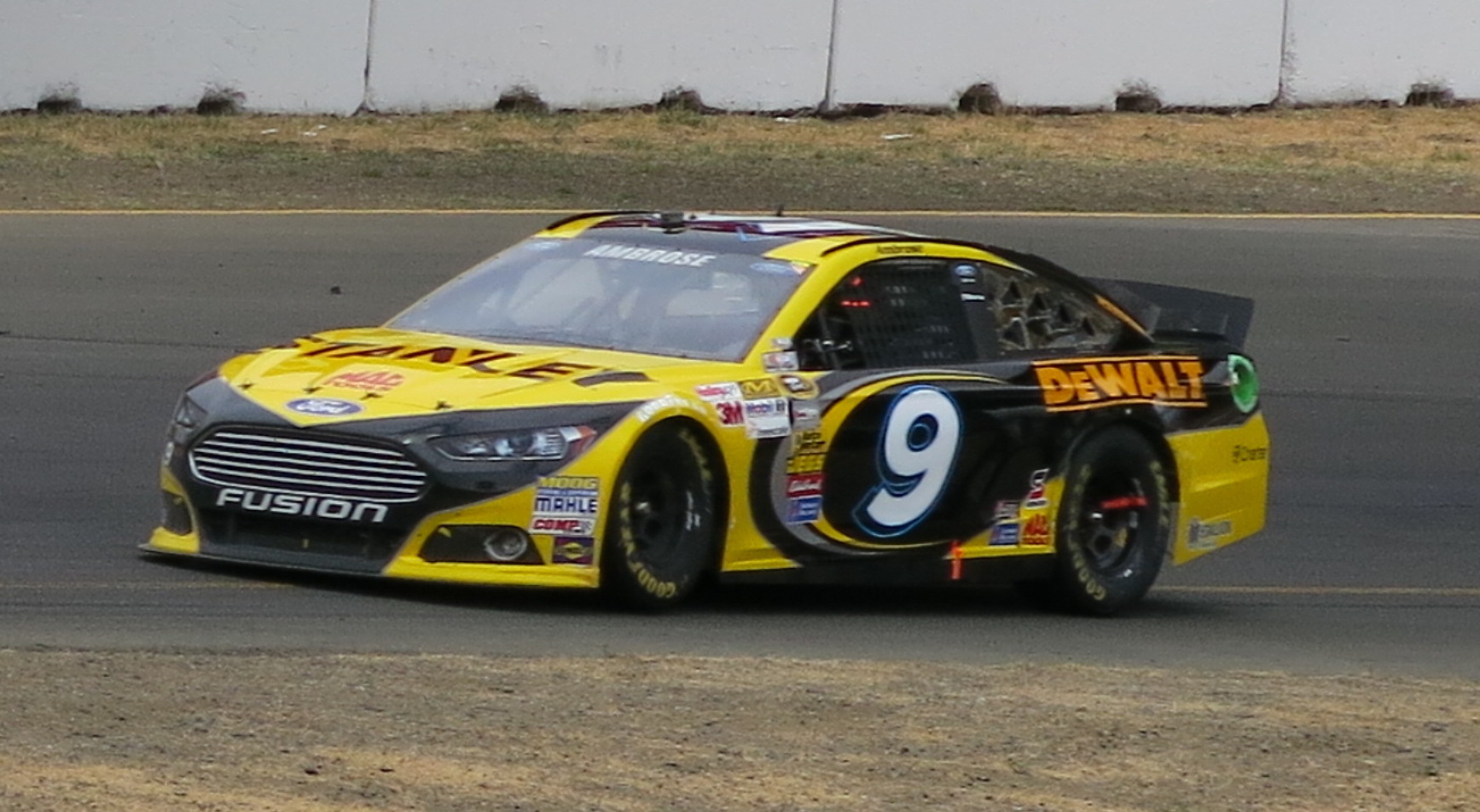
Carro de Ambrose na NASCAR em 2013.

Em 2006, com ajuda do Team Australia e da Ford australiana, ingressa na Nascar, na divisão de caminhonetes Crafstman Truck Series pela equipe Wood Brothers Racing. Mesmo nunca tendo corrido em ovais levou seu #20 Ford F-150 a pole no Kentucky Speedway, tendo acabado a mesma prova em terceiro lugar sua melhor colocação no ano. Com o bom campeonato, Ambrose consegui uma vaga para a temporada de 2007 na mesma equipe mas na Busch Series correndo com o Ford Fusion de numeral 59, finalizando o campeonato na oitava posição. Prosseguiu na Nationwide Series na temporada de 2008, conseguindo sua primeira vitória na categoria no circuito misto de Watkins Glen International no estado de Nova York. No mesmo ano estreou na Nextel Cup no circuito misto Infineon Raceway em Sonoma,Califórnia pilotando o #21 Ford Fusion da Wood Brothers Racing.

## Principais Vitórias

### NASCAR -Sprint Cup
- 2011 Heluva Good! Sour Cream Dips at The Glen (Watkins Glen)

- 2012 Finger Lakes 355 at The Glen (Watkins Glen)

### NASCAR -Xfinity Series
- 2008 - Watkins Glen

- 2009 - Watkins Glen

- 2010 - Watkins Glen

- 2011 - Montreal

- 2014 - Watkins Glen